# Rudy Gobert
Rudy Gobert-Bourgarel (Sant Quintín, Ainé, Estat francès, 26 de juny de 1992) és un jugador de bàsquet francès que pertany a la plantilla dels Minnesota Timberwolves de l'NBA. Amb 2,16 metres d'alçada i una envergadura de 2,36, juga en la posició de pivot.

## Trajectòria esportiva

### França
Format en les categories inferiors del Saint-Quentin Basket-Ball, va jugar durant tres temporades en el Cholet Basket de la lliga francesa, en les quals va fer una mitjana de 6,7 punts i 4,6 rebots per partit. En la seva última temporada va ser el màxim taponador de la lliga i va disputar l'All-Star francès.

### Professional
Va ser triat en la vintè setena posició del Draft de l'NBA de 2013 per Denver Nuggets, però va anar immediatament traspassat als Utah Jazz a canvi de l'elecció número 46, Erick Green. Va debutar en la lliga davant Oklahoma City Thunder, aconseguint 2 punts i 7 rebots.
En la seva quarta temporada a Utah, va ser el màxim taponador de la lliga, inclòs en el 2n. millor quintet i en el millor quintet defensiu.
En acabar la temporada següent va ser triat com a Millor Defensor de l'NBA, convertint-se en el primer jugador dels Jazz a obtenir aquest guardó des de Mark Eaton en 1989.
En la 2018-19 repetiria èxit sent nomenat Millor Defensor de l'NBA i millor quintet defensiu per tercera vegada en la seva carrera.
Durant la seva setena temporada com a professional, al febrer de 2020, va ser triat per l'All-Star Game de l'NBA 2020.
L'11 de març de 2020, després d'unes molèsties i no viatjar amb l'equip, va donar positiu en les proves de COVID-19, motiu pel qual l'NBA va decidir suspendre la temporada aquesta mateixa nit per la pandèmia global.
El 20 de desembre de 2020, acorda una extensió de contracte amb els Jazz, per 5 anys i $205 milions.
El 23 de febrer de 2021, va ser triat per segona vegada per disputar l'All-Star Game que es va celebrar a Atlanta. El 14 de març, en la derrota ens Golden State Warriors, va establir el seu rècord personal, en capturar 28 rebots, sent també rècord de franquícia. Al final d'aquesta temporada, va ser nomenat de nou Millor Defensor de l'NBA, sent el seu tercer premi en aquesta categoria i també va ser part del millor quintet defensiu.
Durant la seva novena temporada a Utah, el 20 de desembre de 2021 davant Charlotte Hornets, anota 23 punts i captura 21 rebots, incloent un 15 de 16 en tirs lliures.

## Internacional
Al setembre de 2014, va ser membre de la selecció francesa que va obtenir el bronze en la Copa Mundial de Bàsquet celebrada a Espanya.
Va guanyar el bronze de l'Eurobasket 2015.
Al setembre de 2019, va ser membre de la selecció francesa que va obtenir el bronze en la Copa Mundial de Bàsquet celebrada a la Xina.
L'estiu de 2021, va ser part de la selecció absoluta francesa que va participar en els Jocs Olímpics de Tòquio 2020, que va guanyar la medalla de plata.

## Estadístiques de la seva carrera en l'NBA
|  | Líder de la lliga |

### Temporada regular
| Año     | Equipo  | PJ  | PT  | MPP  | %TC  | %3P  | %TL  | RPP  | APP | ROB | TPP | PPP  |
| ------- | ------- | --- | --- | ---- | ---- | ---- | ---- | ---- | --- | --- | --- | ---- |
| 2013-14 | Utah    | 45  | 0   | 9.6  | .486 | –    | .492 | 3.4  | .2  | .2  | .9  | 2.3  |
| 2014-15 | Utah    | 82  | 37  | 26.3 | .604 | .000 | .623 | 9.5  | 1.3 | .8  | 2.3 | 8.4  |
| 2015-16 | Utah    | 61  | 60  | 31.7 | .559 | –    | .569 | 11.0 | 1.5 | .7  | 2.2 | 9.1  |
| 2016-17 | Utah    | 81  | 81  | 33.9 | .661 | .000 | .653 | 12.8 | 1.2 | .6  | 2.6 | 14.0 |
| 2017-18 | Utah    | 55  | 55  | 32.4 | .615 | –    | .681 | 10.7 | 1.4 | .8  | 2.3 | 13.5 |
| 2018-19 | Utah    | 81  | 80  | 31.8 | .669 | –    | .636 | 12.9 | 2.0 | .8  | 2.3 | 15.9 |
| 2019-20 | Utah    | 68  | 68  | 34.3 | .693 | –    | .630 | 13.5 | 1.5 | .8  | 2.0 | 15.1 |
| 2020-21 | Utah    | 71  | 71  | 30.8 | .675 | .000 | .623 | 13.5 | 1.3 | .6  | 2.7 | 14.3 |
| Total   | Total   | 545 | 453 | 29.7 | .645 | .000 | .630 | 11.3 | 1.3 | .7  | 2.2 | 12.0 |
| AllStar | AllStar | 2   | 0   | 16.0 | .882 | —    | .333 | 9.0  | 1.5 | .0  | .5  | 15.5 |

### Playoffs
| Any   | Equip | PJ | PT | MPP  | %TC  | %3   | %TL  | RPP  | APP | ROB | TPP | PPP  |
| ----- | ----- | -- | -- | ---- | ---- | ---- | ---- | ---- | --- | --- | --- | ---- |
| 2017  | Utah  | 9  | 9  | 27.3 | .635 | —    | .480 | 9.9  | 1.2 | 1.0 | 1.3 | 11.6 |
| 2018  | Utah  | 11 | 11 | 34.8 | .655 | —    | .603 | 10.7 | 1.0 | .9  | 2.3 | 13.2 |
| 2019  | Utah  | 5  | 5  | 30.4 | .594 | —    | .783 | 10.2 | 1.4 | .6  | 2.6 | 11.2 |
| 2020  | Utah  | 7  | 7  | 38.6 | .649 | —    | .524 | 11.4 | 1.1 | .6  | 1.4 | 16.9 |
| 2021  | Utah  | 11 | 11 | 34.2 | .741 | .000 | .636 | 12.3 | .8  | .5  | 2.1 | 14.7 |
| Total | Total | 43 | 43 | 33.2 | .665 | .000 | .590 | 11.0 | 1.1 | .7  | 1.9 | 13.6 |